# Assurnasirpal I
Assurnasirpal I  o Aššur-nāṣir-apli I (que vol dir: "[el déu] Asshur protegeix al seu fill") va ser rei d'Assíria entre els anys 1050 aC i 1031 aC aproximadament. Segons la Llista dels reis d'Assíria, era fill de Xamxi-Adad IV al que va succeir a la seva mort. Va regnar prop de 20 anys.
Al començament del seu regnat la situació econòmica era dolenta i els atacs dels nòmades semites, els arameus, els akhlamu dels assiris, combinat amb revoltes a la perifèria del regne, feien la situació difícil. Només consten dues inscripcions d'aquest rei.
Als primers anys del regnat sembla haver estat afectat per una greu malaltia, ja que es conserven d'ell unes pregàries a la deessa Ixtar en les quals li demana la raó del seu mal estat de salut i li recorda que ja ha arranjat diversos temples destruïts i ídols caiguts; per obtenir el favor de la deessa li va fer construir a Nínive un llit nupcial sumptuós. Posteriorment els afers sembla que van millorar doncs la segona inscripció inclou un agraïment no gaire precís, dirigit a la deessa Ixtar per l'èxit de les seves accions.
No hi ha informacions sobre les seves campanyes o altres activitats. A la seva mort el va succeir el seu fill Salmanassar II.